# Lyle Griffin
Lyle Griffin is een Amerikaanse jazzzanger, trombonist en producent.

## Biografie
Griffin verscheen halverwege de jaren 1940 in het jazzcircuit van Los Angeles, toen hij opnamen maakte in Hollywood met zijn eigen orkest. Zijn muzikanten waren onder meer Al Killian, Hal McKusick, Lucky Thompson, Dodo Marmarosa, Herbie Haymer, Cee Pee Johnson en zanger David Allyn. De opnamen verschenen bij het label Atomic van Griffin, dat bestond van 1945 tot 1955 en werden gedeeltelijk opnieuw uitgebracht op het album The Tenor Sax of Lucky Thompson: The Beginning Years (1991).
Naast opnamen van zijn eigen formaties, publiceerde Griffin bij Atomic ook muziek van Barney Kessel, Slim Gaillard, Ray Linn, Dodo Marmarosa (Flight of the Vout Bag) en David Allyn, voor wie hij ook componeerde. In 1956 begeleidde hij de komiek Lord Buckley met zijn orkest op zijn album A Most Immaculate Aristocrat. Een aantal singles van Lord Buckley werden ook uitgebracht bij het label Griffin's Hip. Deze omvatten Flight of the Saucer en Teegange Cat (met Vido Musso). Voor het Mastro label begeleidde hij ook de zangeres Miss Dana met zijn orkest.
- Library of Congress Control Number: no93019251
- MusicBrainz: 0ef4e4b0-8957-42ad-85c7-f3ae77820a3e
- Virtual International Authority File: 3101149296152480670003
- WorldCat: E39PBJd3J9BwhbgkmPWjJKYgKd